# Rhamnus borneensis
Rhamnus borneensis är en brakvedsväxtart som beskrevs av V. Steenis. Rhamnus borneensis ingår i släktet getaplar, och familjen brakvedsväxter. Utöver nominatformen finns också underarten R. b. estellare.